# Medicinmand
Medicinmand stammer fra det engelske udtryk (Medicine man), som bliver brugt til at beskrive spirituelle personer af indfødt amerikansk afstamning og bliver af forskere betragtet som en analog til shamaner.
Medicinmænd anses for at have overnaturlige evner hvormed de kan forebygge og helbrede sygdomme, spå om fremtiden, kan skabe kontakt til ånderne med mere.